# Emina Omanović
Emina Omanović (* 24. August 2007) ist eine bosnische Leichtathletin, die sich auf den Weitsprung spezialisiert hat und aktuell Inhaberin des Landesrekordes ist.

## Sportliche Laufbahn
Erste internationale Erfahrungen sammelte Emina Omanović beim Europäischen Olympischen Jugendfestival (EYOF) 2022 in Banská Bystrica, bei dem sie mit 3,99 m im Finale auf den zwölften Platz im Weitsprung gelangte. Im Jahr darauf wurde sie bei der 3. Liga der Team-Europameisterschaft im Rahmen der Europaspiele in Chorzów mit 5,46 m Siebte im Weitsprung und wurde mit der bosnischen 4-mal-100-Meter-Staffel disqualifiziert. Anschließend brachte sie beim EYOF in Maribor im Weitsprung keinen gültigen Versuch zustande, wie auch bei den U18-Balkan-Meisterschaften 2024 ebendort. Anschließend gelangte sie bei den U18-Europameisterschaften in Banská Bystrica mit 5,73 m auf den zehnten Platz und im Jahr darauf gewann sie bei den U20-Balkan-Hallenmeisterschaften in Sofia mit 6,01 m die Bronzemedaille. Eine Woche später belegte sie bei den Balkan-Hallenmeisterschaften in Belgrad mit 5,81 m den achten Platz. Im Juni wurde sie bei der 3. Liga der Team-Europameisterschaft in Maribor mit 5,98 m Sechste im Weitsprung und gelangte mit der 4-mal-100-Meter-Staffel mit 47,12 s auf Rang vier im schnelleren B-Lauf und stellte damit einen neuen Landesrekord auf. Anschließend belegte sie bei den U20-Balkan-Meisterschaften in Craiova mit 5,89 m den siebten Platz im Weitsprung.
In den Jahren 2023 und 2024 wurde Omanović bosnische Meisterin im Weitsprung.